# Bahnstrecke Kil–Torsby
| Regionalzug Torsby – Karlstad nördlich von Västra Ämtervik |                                  |                                   |                                   |
| Streckennummer: | 90 / Bandel 661                  |                                   |                                   |
| Streckenlänge: | 82,3 km                          |                                   |                                   |
| Spurweite: | 1435 mm (Normalspur)             |                                   |                                   |
| Streckengeschwindigkeit: | Bandel 661 (Kil)–Torsby: 90 km/h |                                   |                                   |
| |                                  |                                   |                                   |
| \| \| \| Värmlandsbanan von Karlstad \| \| \| \| \| Bergslagsbanan von Borlänge \| \| \| \| 0,000 \| Kil \| 99 m ö.h. \| \| \| \| Vänerbanan nach Göteborg \| \| \| \| \| Värmlandsbanan nach Arvika – Oslo \| \| \| \| 5,1 \| Gunnita \| 88 m ö.h. \| \| \| \| Norsälv (117 m) \| \| \| \| 7,158 \| Trångstad \| 74 m ö.h. \| \| \| 9,935 \| Tolita \| 74 m ö.h. \| \| \| 16,148 \| Frykåsen \| 91 m ö.h. \| \| \| 20,322 \| Bäckebron \| 91 m ö.h. \| \| \| 24,6 \| Svensbyäng \| 115 m ö.h. \| \| \| 27,973 \| Västra Ämtervik \| 84 m ö.h. \| \| \| 33,519 \| Öjervik \| 69 m ö.h. \| \| \| 36,010 \| Rottneros \| 71 m ö.h. \| \| \| 39,695 \| Kolsnäs \| Kolsnäs \| \| \| 40,907 \| Sunne \| 68 m ö.h. \| \| \| 41,2 \| Fryken (ehemalige Drehbrücke) \| Fryken (ehemalige Drehbrücke) \| \| \| 46,040 \| Ingmår \| 86 m ö.h. \| \| \| 48,590 \| Edsbjörke \| 68 m ö.h. \| \| \| 52,260 \| Lappnässätra \| 72 m ö.h. \| \| \| 55,490 \| Ivarsbjörke \| 68 m ö.h. \| \| \| 58,673 \| Öjenäs \| 70 m ö.h. \| \| \| 61,908 \| Lysvik \| 77 m ö.h. \| \| \| 66,2 \| Stallberg \| 78 m ö.h. \| \| \| 67,966 \| Badabruk \| 89 m ö.h. \| \| \| \| Badaälven \| \| \| \| 70,419 \| Ängarna \| 84 m ö.h. \| \| \| 73,8 \| Blåberget \| 70 m ö.h. \| \| \| 76,616 \| Oleby \| 73 m ö.h. \| \| \| 79,262 \| Åstbyholm \| 81 m ö.h. \| \| \| \| Ljusnan \| \| \| \| 81,722 \| Stjerneskolan \| 104 m ö.h. \| \| \| 82,304 \| Torsby \| 96 m ö.h. \| |                                  |                                   |                                   |
| Strecke |                                  | Värmlandsbanan von Karlstad       | Värmlandsbanan von Karlstad       |
| Abzweig geradeaus und von rechts |                                  | Bergslagsbanan von Borlänge       | Bergslagsbanan von Borlänge       |
| Bahnhof | 0,000                            | Kil                               | 99 m ö.h.                         |
| Abzweig geradeaus und nach links |                                  | Vänerbanan nach Göteborg          | Vänerbanan nach Göteborg          |
| Abzweig geradeaus und nach links |                                  | Värmlandsbanan nach Arvika – Oslo | Värmlandsbanan nach Arvika – Oslo |
| ehemaliger Haltepunkt / Haltestelle | 5,1                              | Gunnita                           | 88 m ö.h.                         |
| Brücke über Wasserlauf |                                  | Norsälv (117 m)                   | Norsälv (117 m)                   |
| Haltepunkt / Haltestelle | 7,158                            | Trångstad                         | 74 m ö.h.                         |
| Haltepunkt / Haltestelle | 9,935                            | Tolita                            | 74 m ö.h.                         |
| Haltepunkt / Haltestelle | 16,148                           | Frykåsen                          | 91 m ö.h.                         |
| Bahnhof | 20,322                           | Bäckebron                         | 91 m ö.h.                         |
| ehemaliger Haltepunkt / Haltestelle | 24,6                             | Svensbyäng                        | 115 m ö.h.                        |
| Haltepunkt / Haltestelle | 27,973                           | Västra Ämtervik                   | 84 m ö.h.                         |
| Haltepunkt / Haltestelle | 33,519                           | Öjervik                           | 69 m ö.h.                         |
| Bahnhof | 36,010                           | Rottneros                         | 71 m ö.h.                         |
| Haltepunkt / Haltestelle | 39,695                           | Kolsnäs                           | Kolsnäs                           |
| Bahnhof | 40,907                           | Sunne                             | 68 m ö.h.                         |
| Brücke über Wasserlauf | 41,2                             | Fryken (ehemalige Drehbrücke)     | Fryken (ehemalige Drehbrücke)     |
| Haltepunkt / Haltestelle | 46,040                           | Ingmår                            | 86 m ö.h.                         |
| Haltepunkt / Haltestelle | 48,590                           | Edsbjörke                         | 68 m ö.h.                         |
| ehemaliger Haltepunkt / Haltestelle | 52,260                           | Lappnässätra                      | 72 m ö.h.                         |
| Haltepunkt / Haltestelle | 55,490                           | Ivarsbjörke                       | 68 m ö.h.                         |
| ehemaliger Haltepunkt / Haltestelle | 58,673                           | Öjenäs                            | 70 m ö.h.                         |
| Bahnhof | 61,908                           | Lysvik                            | 77 m ö.h.                         |
| ehemaliger Haltepunkt / Haltestelle | 66,2                             | Stallberg                         | 78 m ö.h.                         |
| Haltepunkt / Haltestelle | 67,966                           | Badabruk                          | 89 m ö.h.                         |
| Brücke über Wasserlauf |                                  | Badaälven                         | Badaälven                         |
| ehemaliger Haltepunkt / Haltestelle | 70,419                           | Ängarna                           | 84 m ö.h.                         |
| ehemaliger Haltepunkt / Haltestelle | 73,8                             | Blåberget                         | 70 m ö.h.                         |
| Haltepunkt / Haltestelle | 76,616                           | Oleby                             | 73 m ö.h.                         |
| ehemaliger Haltepunkt / Haltestelle | 79,262                           | Åstbyholm                         | 81 m ö.h.                         |
| Brücke über Wasserlauf |                                  | Ljusnan                           | Ljusnan                           |
| Haltepunkt / Haltestelle | 81,722                           | Stjerneskolan                     | 104 m ö.h.                        |
| Kopfbahnhof Streckenende | 82,304                           | Torsby                            | 96 m ö.h.                         |

Die Bahnstrecke Kil–Torsby (schwed. historisch als Fryksdalsbanan, aber von Trafikverket als Frykdalbanan bezeichnet) ist eine Eisenbahnstrecke in Schweden. Sie führt in überwiegend süd-nördlicher Richtung über 82 km von Kil nach Torsby. In Kil schließt die Strecke an die Värmlandsbahn, die von Oslo nach Karlstad und weiter in Richtung Stockholm verläuft, sowie an die Bergslagsbanan, die Göteborg mit Falun verbindet, an.
Die Strecke ist nicht elektrifiziert und hat einen einfachen technischen Standard; die höchste zulässige Geschwindigkeit beträgt 90 km/h.

## Geschichte
Die ursprünglich private Kil-Fryksdals-Järnväg, (KFJ) wurde in drei Etappen eröffnet. Am 1. August 1913 fuhren die Züge zunächst bis Sunne. Am 1. Oktober 1914 ging die Strecke bis Oleby in Betrieb und im Februar 1915 folgte das Reststück bis Torsby. Mitte der 1960er Jahre sollte der Personenverkehr eingestellt werden, jedoch regte sich in der Region Fryken starker Widerstand in der Bevölkerung gegen diese Bestrebungen, so dass eine Stilllegung politisch nicht durchgesetzt werden konnte.
Aktuell ist die Bahnstrecke wieder verstärkt in der öffentlichen Diskussion präsent, da das Nahverkehrsunternehmen Värmlandstrafik die meisten Halte (bis auf den Schülerzug) auf vielen kleineren Zwischenstationen gestrichen hat, um die Reisezeit zu verkürzen. Dies betrifft vor allem die Stationen Stjerneskolan, Oleby, Badabruk, Ivarsbjörke, Edsbjörke, Ingmår, Kolsnäs, Rottneros, Öjervik, und Trångstad.

## Streckenverlauf
Die Bahnlinie verläuft parallel des dreigeteilten Fryken (Nedre Fryken, Mellanfryken und Övre Fryken) zuerst am westlichen, nach der Überquerung in Sunne am östlichen Ufer.

## Verkehr
Auf der Bahnstrecke wird sowohl Personen- als auch Güterverkehr durchgeführt. Im Personenverkehr ist der auf Karlstad ausgerichtete Nah- und Berufsverkehr bestimmend. Zu den größeren Orten Sunne und Torsby gibt es zudem regen Schülerverkehr. Die meisten Regionalzüge, die vom Juni 2004 bis Dezember 2010 von der Gesellschaft merresor im Auftrag von Värmlandstrafik gefahren wurden und seither ebenfalls im Auftrag von Värmlandstrafik durch Tågkompaniet (seit 24. April 2019 Vy Tåg) betrieben werden, verkehren von und ab Karlstad. Eingesetzt werden Dieseltriebwagen vom Typ Bombardier Itino Y31. merresor setzte zuvor noch ältere FIAT-Triebwagen des Typs Y1 ein.
Wichtigster Kunden im Güterverkehr ist das Rottneros-Werk sowie Tetrapak in Sunne. Der Güterverkehr von den Gesellschaften Green Cargo (mit Dieselloks der Reihe T44), Tågåkeriet i Bergslagen (Tågab) (mit Dieselloks vom Typ TMY) durchgeführt. Bis zu deren Insolvenz im August 2007 fuhr zudem Inlandsgods AB Güterzüge.
Aufgrund von Mängeln an der alten Brücke über den Ljusnan wurde der Güterverkehr zwischen Sunne und Torsby 1994 eingestellt. Seit dem Neubau der Brücke 2005 verkehren wieder Holzzüge nach Torsby.

## Zukunftsplanungen
Trafikverket will die Geschwindigkeit und die Verkehrssicherheit an Bahnübergängen erhöhen. Es werden Bahnübergänge geschlossen und die verbleibenden gesichert werden. Außerdem müssen Kurven begradigt werden. Das Projekt wurde in zwei Phasen unterteilt: Kil–Sunne und Sunne–Torsby. Die Strecke Kil–Sunne wird im Sommer 2020 abgeschlossen werden, für den Abschnitt Sunne–Torsby sind die Planungen weit fortgeschritten, die Baumaßnahmen werden 2020 beginnen und voraussichtlich 2022 beendet.

## Stationsgebäude
Die Strecke ist besonders für ihre ungewöhnlichen Stationsgebäude bekannt. Die vom Architekten Yngve Rasmussen geplanten Gebäude sind – mit Ausnahme von Sunne – in Holz errichtet und weisen starke englische und amerikanische Einflüsse auf. Im Wesentlichen sind dabei drei Formen zu unterscheiden: Die Gebäude von Torsby, Oleby, Lysvik, Västra Ämtervik, Bäckebron und Tolita repräsentieren den Normaltypus mit großem Dienstraum, Wartesaal, Gepäckraum, Güterabfertigung sowie einer Dienstwohnung im ersten Obergeschoss. Die Gebäude sind in den Farben gelb und weiß gehalten. Die Stationsgebäude von Ivarsbjörke, Rottneros, und Gunnita stellen eine kleinere Variante dar; der Dienstraum ist etwas kleiner und die Dienstwohnung im Obergeschoss fehlt.
Zu diesem Typ gehörten auch die mittlerweile abgebrochenen Gebäude in Badabruk und Frykåsen.
Edsbjörke, Ingmår und Öjervik gehören zur kleinsten Kategorie in den für Schweden typischen Farben falunrot-weiß. Das Gebäude in Ingmår ist weitgehend im Originalzustand erhalten, während in Öjervik und Edsbjörke teils größere Änderungen durchgeführt wurden.
Bis auf die Gebäude in Torsby, Sunne und Rottneros, die noch zur Betriebsabwicklung benötigt werden, befinden sich die Gebäude in Privatbesitz.

## Wissenswertes
Während einer Bahnfahrt von Torsby nach Sunne an einem Wintertag 1972 regte die eindrucksvolle Morgendämmerung über dem Fryken Astrid Lindgren zum Schreiben des Buches Die Brüder Löwenherz an.

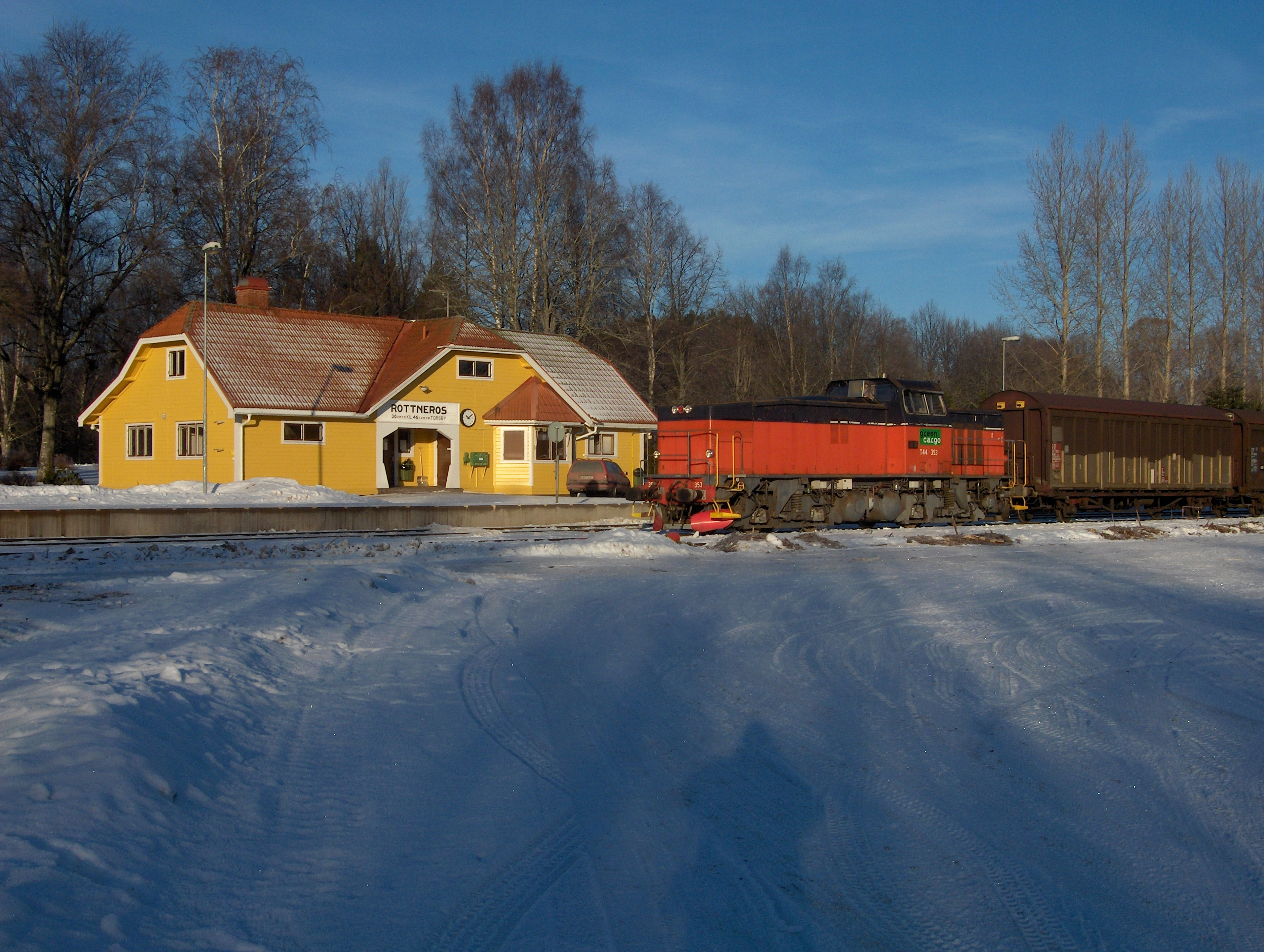
Bahnhof Rottneros.
Haltepunkt Ingmår.
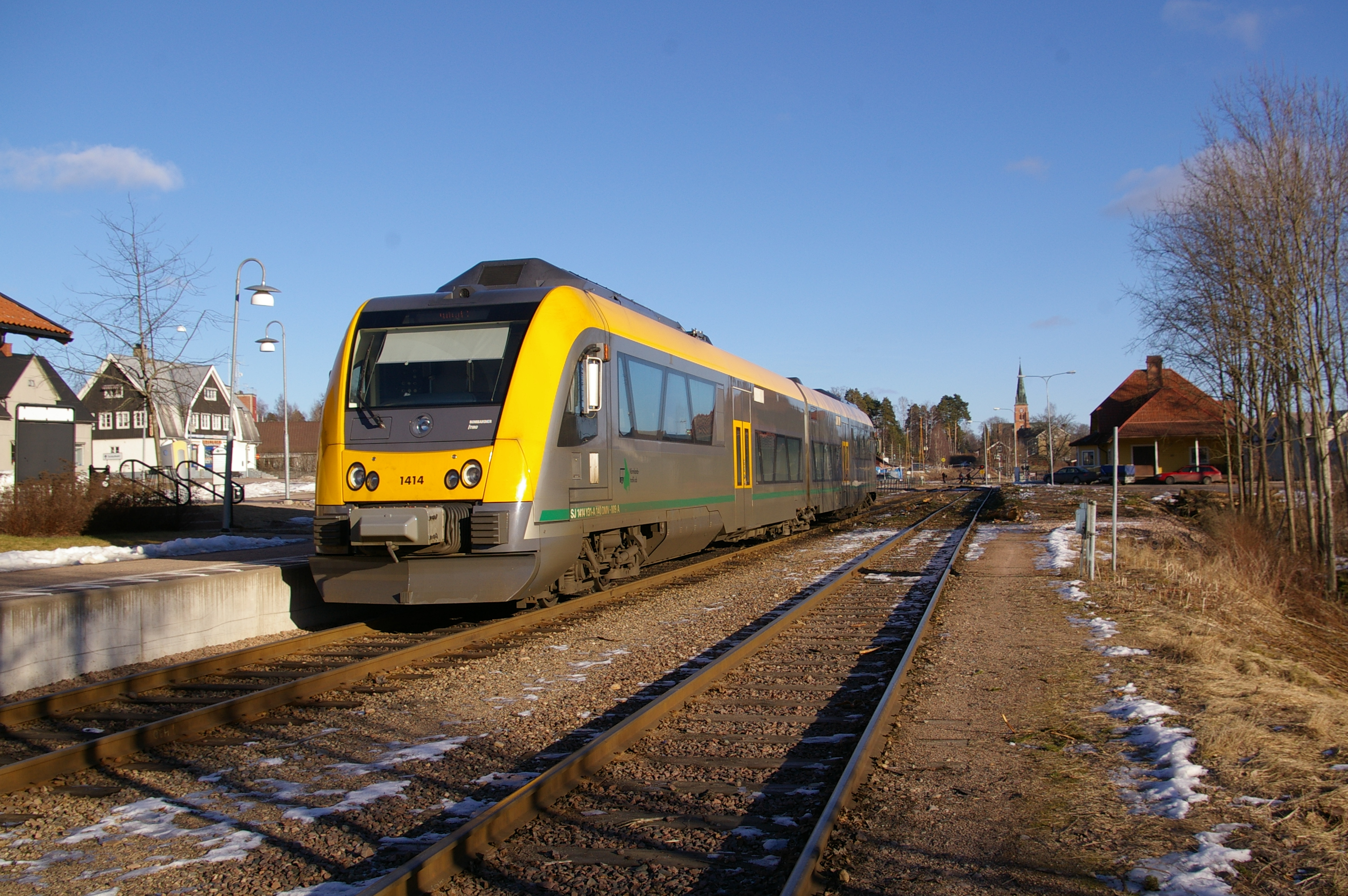
Bombardier Itino in Torsby